# The Meanest of Times
The Meanest of Times è il sesto album in studio dei Dropkick Murphys. È stato pubblicato il 18 settembre 2007 dalla loro nuova etichetta Born & Bred Records, una divisione della Warner Music Group. Questo è il primo album della band pubblicato da una major. Gli album precedenti sono stati infatti tutti pubblicati dall'etichetta indipendente Hellcat Records. L'immagine sulla copertina dell'album è stata scattata alla Saint Brendan School a Dorchester (Massachusetts), vicino a Quincy, città da cui proviene la band. I bambini del luogo posano in modo tale da far sembrare la foto scattata in una vecchia scuola irlandese.
Le prime canzoni estratte dall'album potevano essere ascoltate su MySpace già nell'agosto 2007. la prima traccia ad apparire è stata (F)lannigan's Ball, che però differisce dalla versione presente sull'album, dal momento che viene cantata da Al Barr e Ken Casey al posto di Ronnie Drew e Spider Stacy.
Nella classifica americana Billboard 200, l'album ha debuttato alla posizione 20, vendendo circa 28 000 copie nella prima settimana. Si è aggiudicato la posizione 49 sulla lista dei migliori album del 2007 della rivista Rolling Stone. In America nell'ottobre 2007, il primo singolo The State of Massachusetts,  è diventato una delle 100 canzoni più ascoltate sulle radio che trasmettono rock e a gennaio 2008 una delle 60 più trasmesse. Ha raggiunto la 83ª posizione tra le 100 migliori canzoni del 2007 di Rolling Stone.

## Versioni
Diverse versioni dell'album sono state pubblicate, su diversi supporti. Tutte le versioni hanno le prime 15 tracce identiche, ma differenti tracce bonus. La versione europea include una reinterpretazione di Jailbreak dei Thin Lizzy. La versione Deluxe in vinile, divisa in due dischi, include due tracce bonus, Promised Land e una reinterpretazione di Baba O'Riley degli Who. La versione in vinile include anche il CD, che contiene però solo le 15 tracce originali. Su iTunes la versione deluxe permette di scaricare anche tre tracce supplementari Forever (versione acustica), The Thick Skin of Defiance e Breakdown. Le tracce bonus di iTunes sono state pubblicate nel Regno Unito nel febbraio 2008 su EP. Una versione limitata dell'album è stata annunciata per l'11 marzo 2008 e includerà 5 tracce bonus e un DVD.

## Tracce
1. Famous for Nothing - 2:47
2. God Willing - 3:16
3. The State of Massachusetts - 3:52
4. Tomorrow's Industry - 2:19
5. Echoes on 'A.' Street - 3:17
6. Vices and Virtues - 2:11
7. Surrender - 3:15
8. (F)lannigan's Ball - 3:39
9. I'll Begin Again - 2:38
10. Fairmount Hill - 3:58
11. Loyal to No-One - 2:25
12. Shattered - 2:47
13. Rude Awakenings - 3:23
14. Johnny, I Hardly Knew Ya - 3:54
15. Never Forget - 2:51

### Tracce bounus
Edizione limitata
1. Jailbreak (cover dei Thin Lizzy)
2. Forever (versione acustica)
3. The Thick Skin of Defiance
4. Breakdown
5. (F)lannigan's Ball (versione originale)

Versione europea
1. Jailbreak

iTunes Deluxe Edition
1. Forever (versione acustica)
2. The Thick Skin of Defiance
3. Breakdown

Versione Deluxe in vinile
1. Promised Land
2. Baba O'Riley (cover dei The Who)

## Componenti
- Al Barr - voce
- Marc Orrell - chitarra, fisarmonica, voce
- James Lynch - chitarra, voce
- Ken Casey - basso, voce
- Matt Kelly - Batteria (strumento musicale), bodhrán, voce
- James Scruffy Wallace - cornamusa
- Tim Brennan - mandolino, tin whistle, chitarra acustica
- Spider Stacy - voce in (F)lannigan's Ball
- Ronnie Drew - voce in (F)lannigan's Ball